# Brian Kehew
Brian Kehew (* 24. září 1964) je americký hudebník a producent. Je členem skupiny The Moog Cookbook a spoluautorem knihy Recording The Beatles.

## Živé vystupování a nahrávání
Od roku 2002 pracoval pro The Who jako nástrojový technik (převážně pro klávesy) a v letech 2006–2007 na několika koncertech s The Who zastoupil v hraní na klávesy Johna Bundricka. Mimo The Who hrál také se skupinami Air, Hole nebo s hudebníkem Davem Daviesem.
Kehew je též známý jako člen skupiny The Moog Cookbook, která vydala dvě studiová alba, The Moog Cookbook a Ye Olde Space Bande. V roce 2006 skupina vydala sbírku dříve nevydaného materiálu nazvanou Bartell.

## Produkce, mixování
Kehew koprodukoval album Extraordinary Machine americké zpěvačky Fiony Apple. Ve studiu pracoval také s umělci jako jsou Eels, Eleni Mandell, Aimee Mann, Matthew Sweet, Michael Penn, Andrew Sandoval, Kevin McMahon, Beck nebo Jon Brion. Mixážní práce zahrnovala interprety jako jsou Aretha Franklinová, Talking Heads, Little Feat, Fleetwood Mac, Ramones, The Pretenders, Morrissey, Alice Cooper, The Faces, Eagles, Black Sabbath, Emerson, Lake & Palmer, The Stooges, MC5, Yes, Elvis Costello, Judee Sill, Rasputina, Crazy Horse, Tiny Tim, Gene Clark, Stone Temple Pilots nebo Saviour Machine.

## Psaní
Se spoluautorem Kevinem Ryanem strávil Kehew patnáct let výzkumem a psaním knihy Recording The Beatles: The Studio Equipment and Techniques Used to Create Their Classic Albums. Ta byla vydána v roce 2006 a podává detailní dokumentaci obsazení, nástrojů a průběhu studiové práce The Beatles. Získala si uznání od historika The Beatles Marka Lewisohna a mnoha techniků, kteří ve studiu s The Beatles spolupracovali, jako jsou Norman Smith, Ken Townsend, Alan Parsons, Ken Scott, John Kurlander, Martin Benge a Richard Lush. Kehew také psal články pro časopisy Tape Op, Keyboard a Beatlefan.

## Diskografie

### The Who
- Encore Series 2006 (2006)
- Encore Series 2006 (2007)